# Gennaro Bracigliano
Gennaro Bracigliano (n. 1 martie 1980 în Forbach, Moselle) este un fotbalist francez care evoluează la clubul Olympique de Marseille în Ligue 1 pe postul de portar.